# Концентрат
Концентра́т (англ. concentrate, нім. Anreicherungsprodukt n, Konzentrat n) — основний продукт збагачення корисних копалин, в якому вміст цінного компонента вищий, ніж у вихідній гірничій масі, що надходить на збагачення.
Розрізняють первинний (чорновий) концентрат, що часто містить декілька цінних мінералів (т. зв. колективний концентрат), наприклад шліхи — важку фракцію розсипних родовищ, в якій концентруються мінерали титану, цирконію, заліза, олова, золота. Первинний (чорновий) концентрат піддають операції доводки з метою отримання кінцевих продуктів — кондиційних концентратів (чистових концентратів), що відповідають стандартним вимогам або технічним умовам.
СУПЕРКОНЦЕНТРАТ — концентрат з вищим вмістом корисного компонента, ніж у кондиційному концентраті.
ТОВАРНИЙ ПРОДУКТ ЗБАГАЧЕННЯ — продукт збагачення корисних копалин (напр., концентрат), який за вмістом
корисного компонента, крупністю та ін. регламентованими
показниками відповідає технічним умовам споживання і є
придатним за своїм станом для перевезення, складування та
використання у споживача.

## Металургійна цінність концентратів руд
Див. також Металургійна цінність концентратів руд
Металургійна цінність руд і концентратів визначається змістом основного компонента, співвідношенням і хімічним складом рудних і нерудних мінералів, наявністю супутніх компонентів, гранулометричним складом, фізичними властивостями і витратами на збагачення. Узагальнюючим показником металургійної цінності руд є приведені витрати на виробництво 1 тонни металу з даного типу руд і концентратів, у які включені витрати на їх видобуток, збагачення, грудкування, транспортування і металургійний переділ.